# Ponca City
Ponca City és una ciutat dels Estats Units a l'estat d'Oklahoma. Segons el cens del 2000 tenia 25.919 habitants.

## Demografia
Segons el cens del 2000, Ponca City tenia 25.919 habitants, 10.636 habitatges, i 7.019 famílies. La densitat de població era de 552,6 habitants per km².
Dels 10.636 habitatges en un 31,4% hi vivien nens de menys de 18 anys, en un 51,3% hi vivien parelles casades, en un 11,1% dones solteres, i en un 34% no eren unitats familiars. En el 30% dels habitatges hi vivien persones soles el 13,7% de les quals corresponia a persones de 65 anys o més que vivien soles. El nombre mitjà de persones vivint en cada habitatge era de 2,38 i el nombre mitjà de persones que vivien en cada família era de 2,95.
Per edats la població es repartia de la següent manera: un 26,2% tenia menys de 18 anys, un 8,5% entre 18 i 24, un 25,5% entre 25 i 44, un 22,1% de 45 a 60 i un 17,7% 65 anys o més.
L'edat mediana era de 38 anys. Per cada 100 dones de 18 o més anys hi havia 85,8 homes.
La renda mediana per habitatge era de 31.406 $ i la renda mediana per família de 39.846 $. Els homes tenien una renda mediana de 32.283 $ mentre que les dones 20.098 $. La renda per capita de la població era de 17.732 $. Entorn del 12,7% de les famílies i el 16% de la població estaven per davall del llindar de pobresa.

## Poblacions més properes
El següent diagrama mostra les poblacions més properes.